# Almería (album)
Almería è il sesto album in studio del gruppo musicale rock statunitense Lifehouse, pubblicato nel 2012.

## Tracce
1. Gotta Be Tonight – 3:11 (Jason Wade)
2. Between the Raindrops (featuring Natasha Bedingfield) – 4:45 (Wade, Jude Cole, Jacob Kasher)
3. Nobody Listen – 3:40 (Wade, Cole)
4. Moveonday – 4:03 (Wade, Cole)
5. Slow Motion – 5:22 (Wade, Cole)
6. Only You're the One – 3:29 (Wade, Cole)
7. Where I Come From – 3:52 (Wade)
8. Right Back Home (featuring Peter Frampton & Charles Jones) – 3:58 (Wade, Bryce Soderberg, Rick Woolstenhulme Jr., Cole)
9. Barricade – 3:04 (Wade, Cole)
10. Aftermath – 3:47 (Wade)

## Formazione
Gruppo
- Jason Wade - voce, chitarra
- Bryce Soderberg - basso, cori, voce (9)
- Rick Woolstenhulme Jr. - batteria
- Ben Carey - chitarra, cori